# 岡田刀水士
岡田 刀水士（おかだ とみじ、1902年11月6日 - 1970年9月30日）は、昭和時代に活躍した日本の詩人。萩原朔太郎の高弟として知られる。文芸誌「青猫」を中心に活躍した。群馬県前橋市生まれ。

## 経歴
- 群馬師範（現在の群馬大学教育学部）を卒業し、教職に従事
- 自由主義教育の実践に高い評価を得る
- 1947年、詩集「桃李の路」を出版
- 幻想的な作風に高い評価を得た
- 1970年、死去

## 主な詩集
- 「桃李の路」
- 「純情の鏡」
- 「幻影哀歌」
- 「谷間」
- 「憂愁の蘭」
- 「灰白の螢」